# 하늘나라 엄마별이
"하늘나라 엄마별이"는 1981년에 개봉한 대한민국의 영화이다.

## 캐스팅
- 김인문 : 아버지 역
- 조윤숙 : 김민순 역
- 서정희 : 어린 민순 역
- 이인옥 : 선애 역
- 진수경 : 지연 역
- 명정옥 : 그외 친구들 역
- 이경희 : 그외 친구들 역
- 송재민 : 그외 친구들 역
- 최진홍 : 그외 친구들 역
- 박정현 : 그외 친구들 역
- 추석양 : 그외 친구들 역
- 최재호 : 그외 친구들 역
- 곽건 : 그외 친구들 역
- 신찬일 : 그외 친구들 역
- 남포동 : 그외 친구들 역
- 박예숙 : 그외 친구들 역
- 유명순 : 그외 친구들 역
- 방희정 : 그외 친구들 역
- 양춘 : 그외 친구들 역